# Monumentos Históricos de Misqueta
Os Monumentos Históricos de Misqueta são um Património Mundial na Geórgia, consistindo num grupo de igrejas antigas na região de Misqueta, fantásticos exemplos de arquitectura medieval religiosa no Cáucaso. Estas igrejas mostram o alto nível artístico e de cultura obtido por este antigo reino.

## Algumas das igrejas

### Mosteiro de Jvari

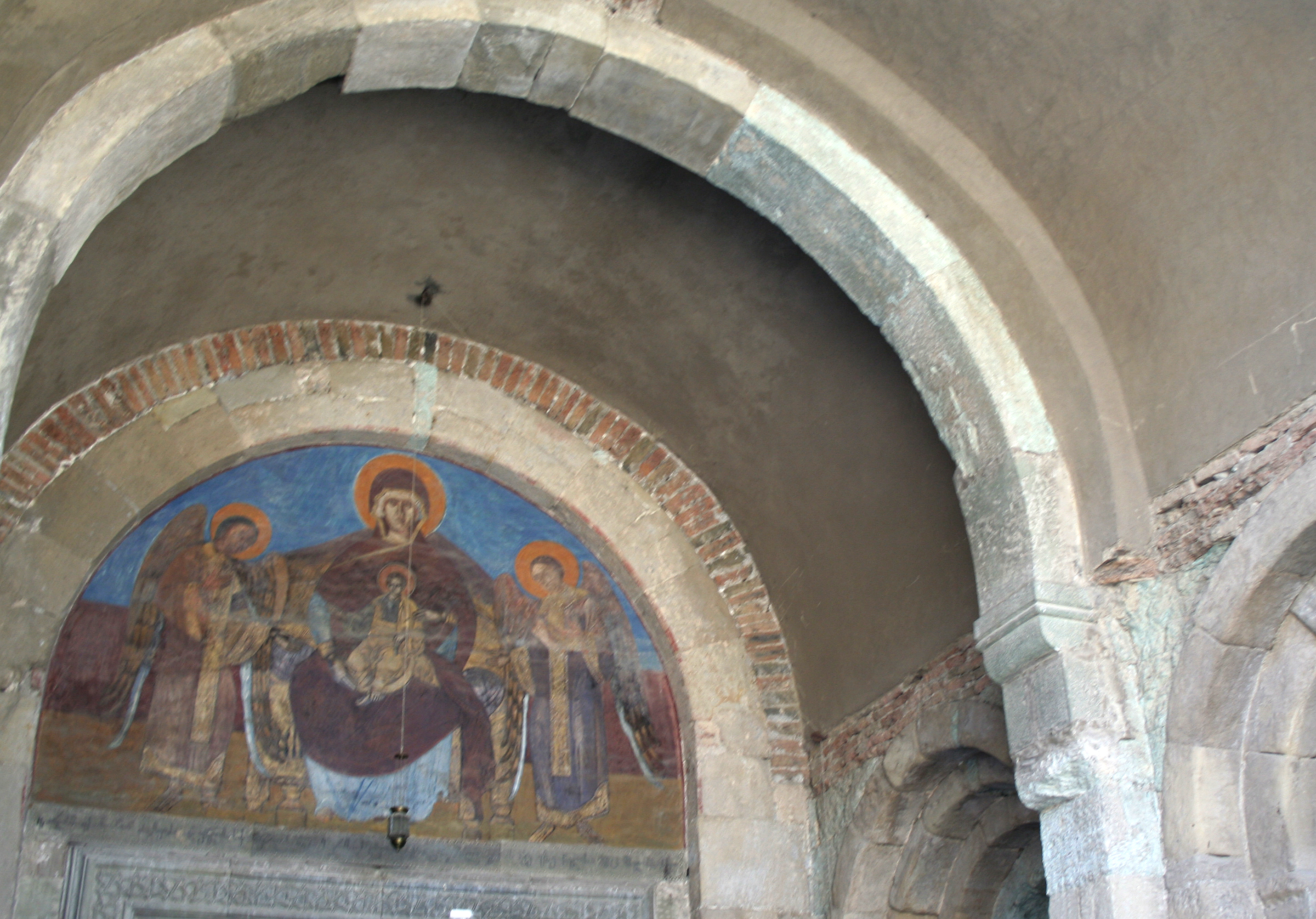
Frescos na entrada oeste da Grande Igreja

O Mosteiro ortodoxo de Jvari foi construído no século VI. O seu nome é traduzido como Mosteiro da Cruz.
Uma pequena igreja foi erigida em 545 e foi-lhe posta o nome de "Pequena Igreja de Jvari". Uma segunda e maior igreja foi, com o nome de "Grande Igreja de Jvari", erguida entre 586 e 605. Com o tempo a importância de Jvari cresceu e atraiu muitos peregrinos. A Grande Igreja de Jvari ainda é usada para grandes celebrações.
Com o passar do tempo o mosteiro foi-se deteriorando por causa da erosão e pela manutenção inadequada.

### Catedral de Svetitskhoveli

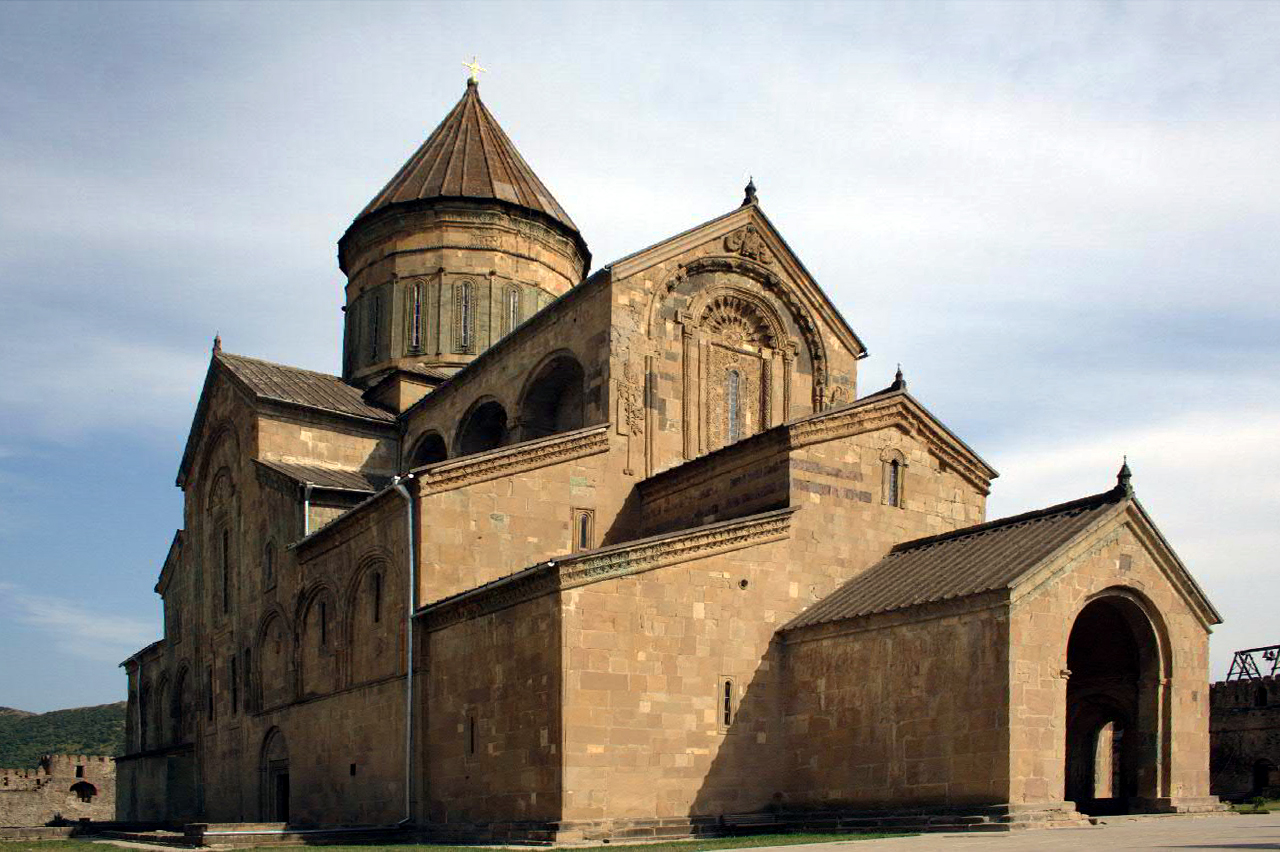
A Catedral de Svetitskhoveli

A Catedral ortodoxa de Svetitskhoveli é conhecida por ser o local de enterro das vestes de Cristo. Há muito tempo que Svetitskhoveli é a principal igreja da Geórgia e ainda hoje é um venerado locais de adoração. É a segunda maior igreja do país, apenas atrás da Catedral da Santa Trindade, Tbilisi.
A igreja original foi construída no século IV. A catedral ficou muito danificada durante as invasões dos árabes, persas, de Tamerlão e, mais tarde, durante o Período Soviético. Foi também danificada por terramotos. A catedral foi restaurada durante 1970-71. A presente catedral foi construída no século XI.

## Galeria

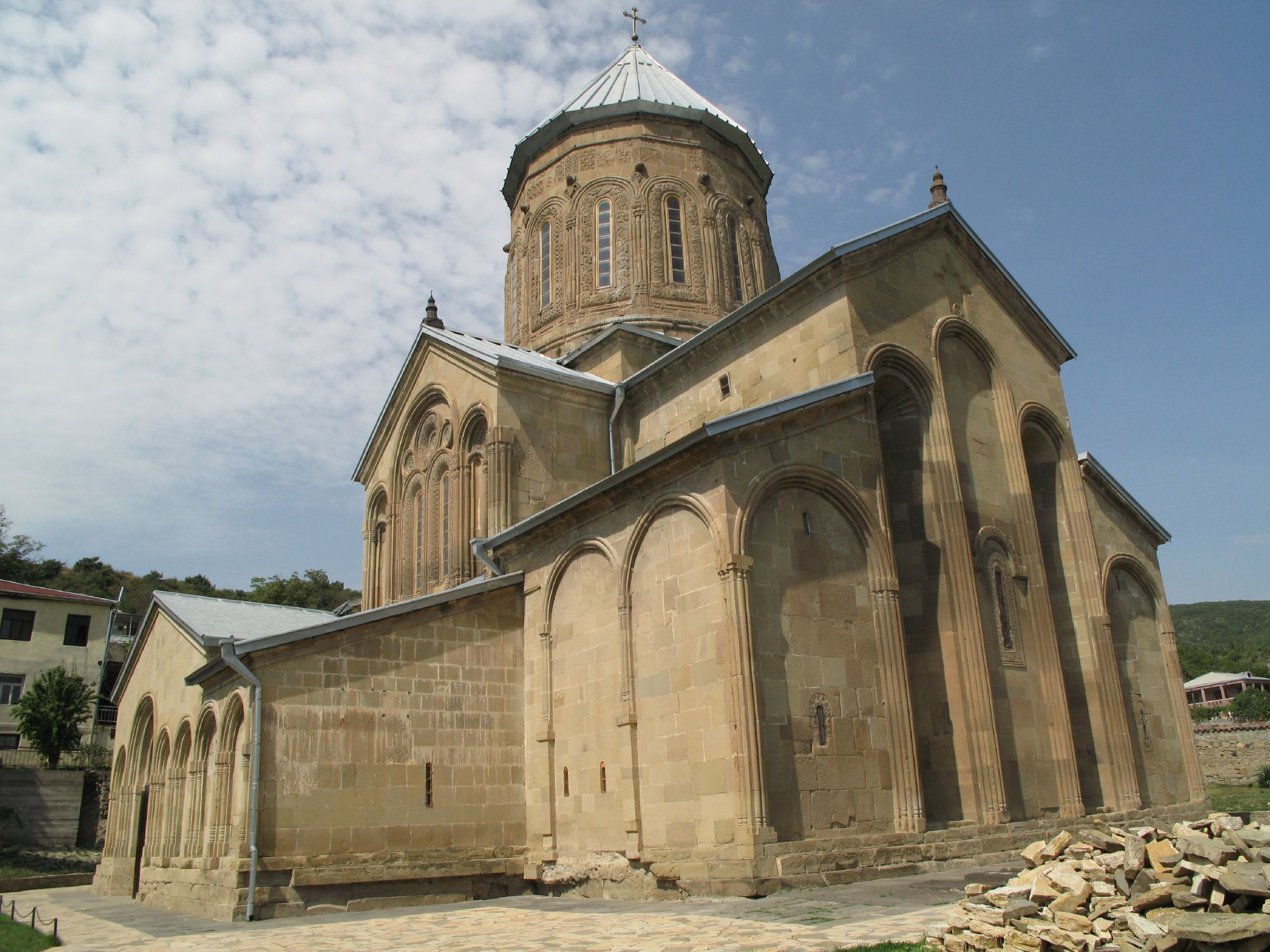
Capela do Mosteiro de Samtavro
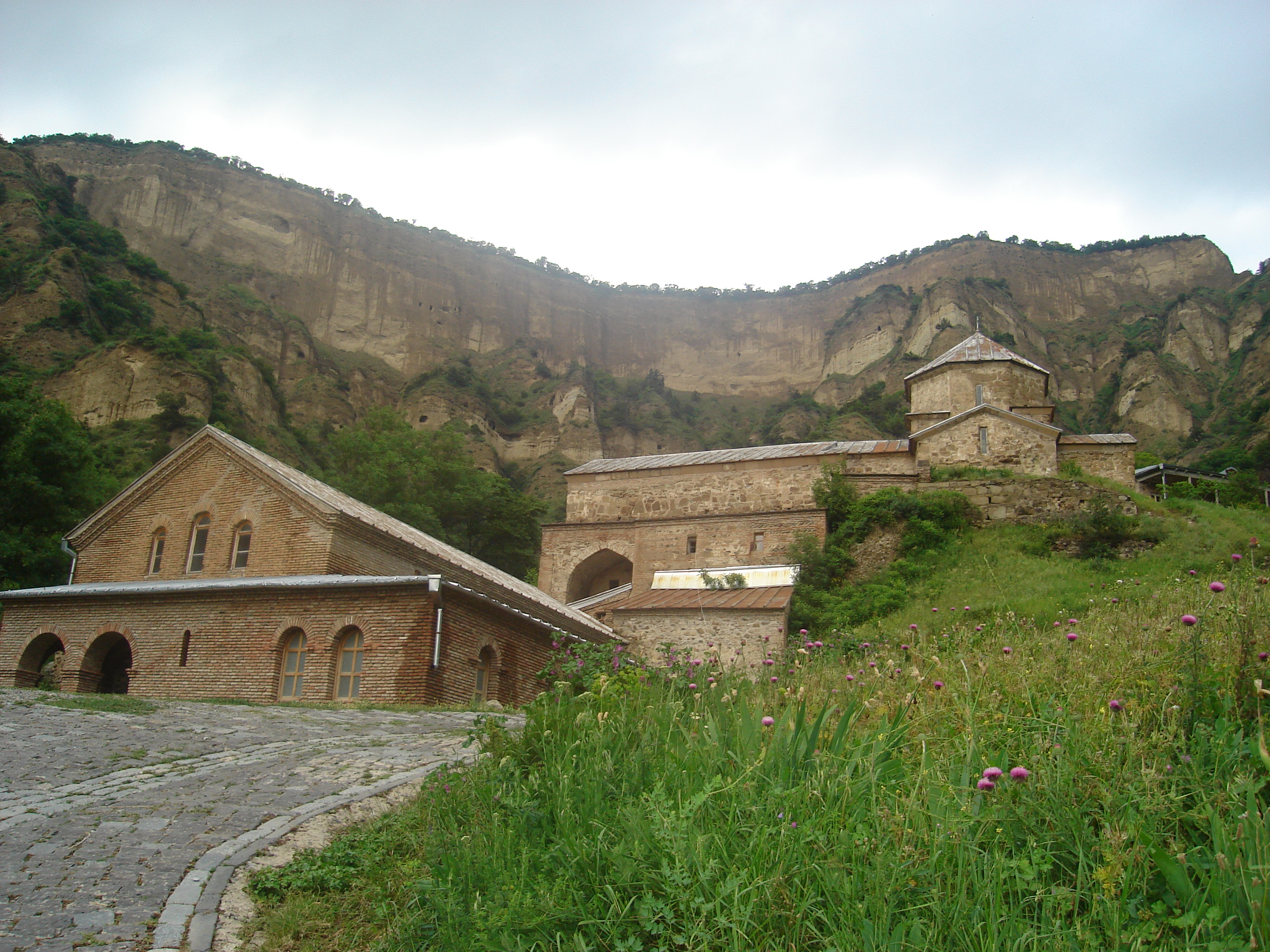
Mosteiro de Shio-Mgvime
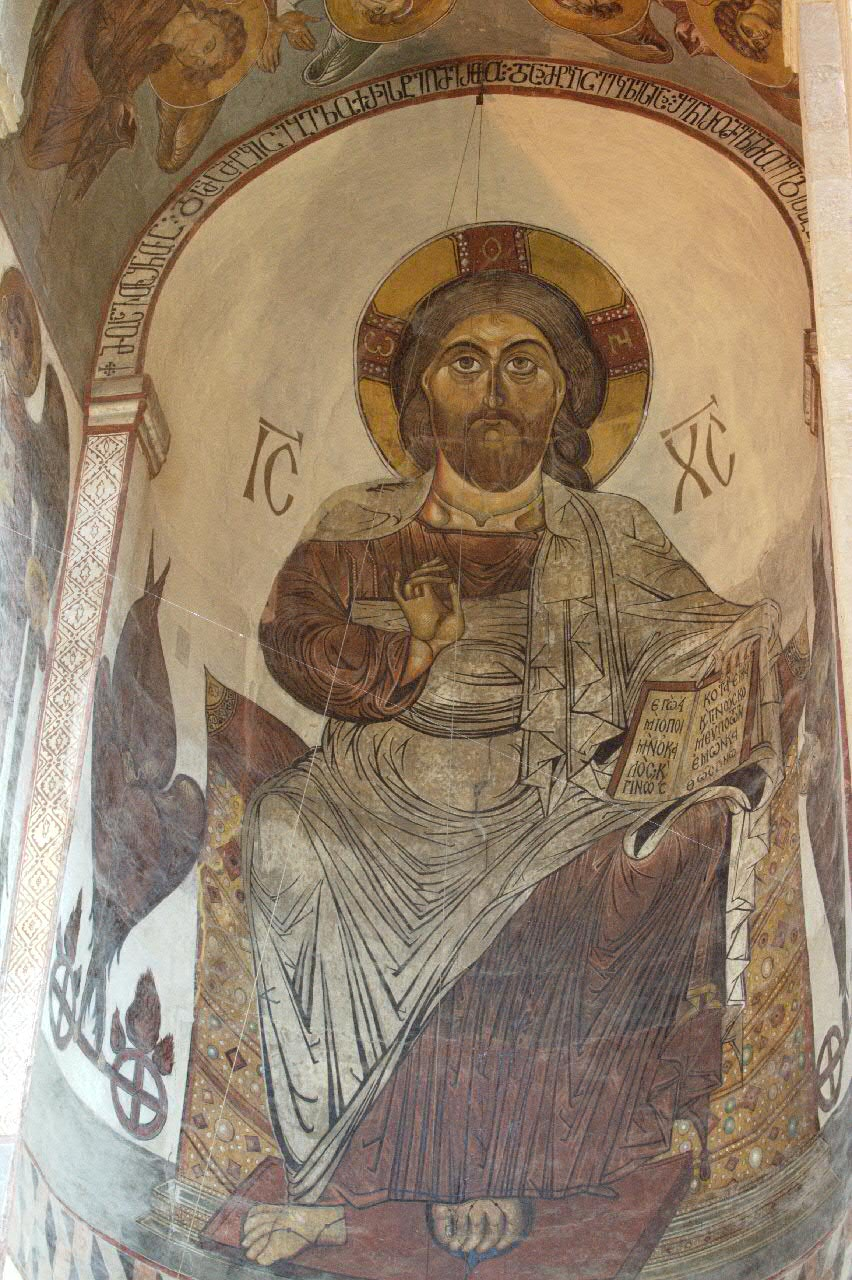
Fresco em Svetitskhoveli